# 圣安格勒韦尔
圣安格勒韦尔（法語：Saint-Inglevert，法語發音：[sɛ̃.t‿ɛ̃ɡləvɛʁ]）是法国上法蘭西大區加来海峡省的一个市镇，属于滨海布洛涅区。

## 地理
圣安格勒韦尔（50°52'30"N, 1°44'34"E）面积6.6 平方千米，位于法国上法蘭西大區加来海峡省，该省份为法国北部沿海省份，西北濒北海，南至索姆省，东临北部省。
与圣安格勒韦尔接壤的市镇（或旧市镇、城区）包括：博南格莱加来、欧当贝尔、埃尔沃兰冈、北朗德勒坦、勒布兰冈、皮昂莱吉讷。

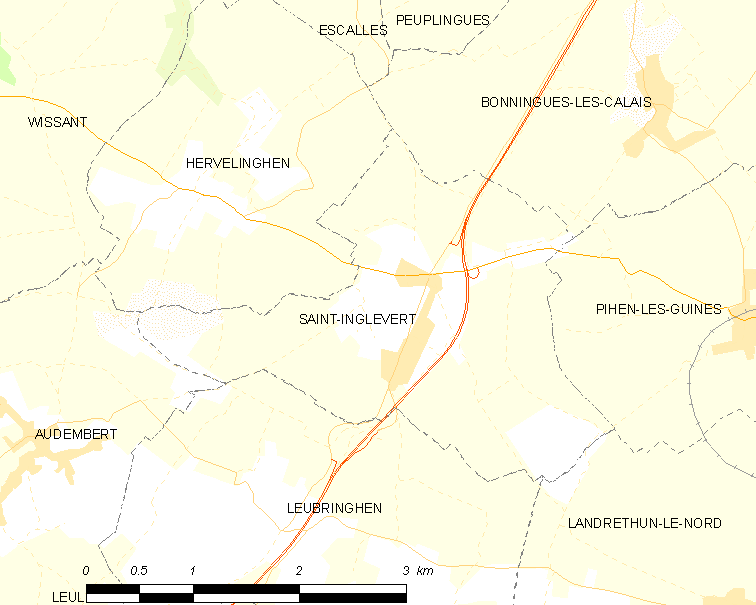
圣安格勒韦尔的OSM定位图

圣安格勒韦尔的时区为UTC+01:00、UTC+02:00（夏令时）。

## 行政
圣安格勒韦尔的邮政编码为62250，INSEE市镇编码为62751。

## 政治
圣安格勒韦尔所属的省级选区为代夫勒县。

## 人口

1962-2008年间圣安格勒韦尔人口变化图示

圣安格勒韦尔于2022年1月1日时的人口数量为814人。